# Telipogon distantiflorus
Telipogon distantiflorus là một loài thực vật có hoa trong họ Lan. Loài này được (Ames & C.Schweinf.) N.H.Williams & Dressler mô tả khoa học đầu tiên năm 2005.